# Mateusz Kus
Mateusz Kus (* 14. Juli 1987 in Piekary Śląskie) ist ein polnischer Handballspieler.

## Karriere

### Verein
Mateusz Kus lernte das Handballspielen in seiner Heimatstadt bei Olimpia Piekary Śląskie. Ab 2004 kam der zwei Meter große Kreisläufer zu Einsätzen in der polnischen Superliga. 2008 wechselte er zum Ligakonkurrenten KS Azoty-Puławy, mit dem er ab 2010 fünfmal am EHF Challenge Cup teilnahm. 2015 folgte der Wechsel zum Serienmeister Vive Kielce, mit dem er 2016, 2017 und 2018 die polnische Meisterschaft und den polnischen Pokal sowie 2016 als Krönung die EHF Champions League gewann. Ab 2018 stand er beim ukrainischen Verein HK Motor Saporischschja unter Vertrag, mit dem er 2019 und 2020 die ukrainische Meisterschaft und den Pokal errang. Seit 2020 spielt Kus für den polnischen Erstligisten MKS Kalisz.

### Nationalmannschaft
Mit der polnischen Nationalmannschaft belegte Kus bei den Olympischen Spielen 2016 den vierten Platz. In Rio de Janeiro warf er einen Treffer in acht Partien. Insgesamt bestritt er 19 Länderspiele, in denen er 13 Tore erzielte.